# 망막

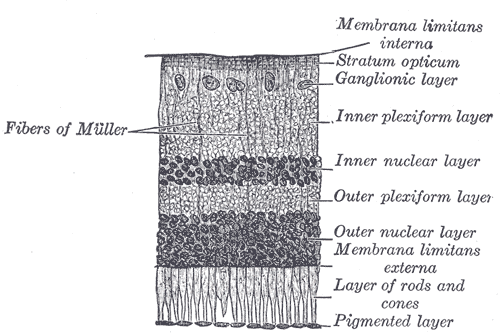
망막의 단면 및 10층 구조와 밀러 섬유(fibers of Miiller) -
내경계막(internal limiting membrane, ILM),
신경섬유층(stratum opticum, retinal nerve fiber layer, NFL),
신경절세포층,
속얼기층,
속핵층,
바깥얼기층,
바깥핵층,
외경계막(external limiting membrane, ELM),
시각세포층(layer of rods and cones, photoreceptor layer, PRL),
망막색소상피층(retinal pigment epithelium, RPE)

망막(網膜, retina)은 척추동물 또는 두족류의 눈의 가장 안쪽을 둘러싸고 있는 내벽을 구성하는 신경세포의 얇은 층이다. 망막은 카메라의 필름에 해당하는 역할을 수행한다. 척추동물(태생)에서 망막과 시신경은 뇌 성장의 결과에서 기원한다. 해부학적으로 망막은 말단 감각기, 시신경은 말초신경으로 분류되나, 발생학적으로 망막은 사실상 중추신경계(CNS, central nervous system)의 일부분으로 보아야 한다.
사람의 망막은 카메라의 필름에 흔히 비유된다. 하지만 필름과는 비교할 수 없는 점이 있는데 망막은 일부분이 빛을 받고 있고 나머지 부분이 그림자로 되어 있는 물체를 세밀히 식별하게 해준다. 망막에 있는 간상세포(rods)는 적은 양의 빛에 민감함으로 사람은 어두운 곳에서도 물체를 식별할 수 있다. 밝은 곳에 있다가 어두운 곳에 조금 있으면 적응되어 사물을 구별하게 할 수 있는 것이 이 세포 때문이다. 원뿔세포(추상세포,cones)는 빛이 많은 곳을 식별하여 색상(RED, GREEN, BLUE)에 반응하여 망막 뒤의 시신경을 통해 각기 색에 해당하는 정보를 뇌에 보냄으로써 우리가 물체의 색을 보고 생각하게 해준다. 반면에 카메라는 빛이 적은 곳에서 식별이 어렵기 때문에 플래시를 이용하여 인공적으로 빛을 만들어 줄 필요가 있다.

## 구조
|                                                     |
| 눈의구조와 망막의 위치 : 맥락막과 유리액사이의 망막 |

망막은 신경 세포와 신경세포를 지지하는 신경교세포 (glial cells)로 이루어져 있다. 고등척추동물에게는 시축과 교차하는 부위에 중심와(窩, fovea)라는 약간 팬 곳이 있는데, 이 부분이 가장 해상력(解像力)이 좋고 예민한 곳이다. 검안경으로 보면 중심와 주위로 노란색을 띠는 곳을 황반이라고 하며 이 부위가 중심시야에 해당한다. 황반의 약간 코쪽에는 시신경이 관찰되는데 망막에 비하여 약간 돌출되어 있어 이를 시신경 유두라고 한다. 여기에는 시세포가 없어 상이 맺혀도 시각이 생기지 않기 때문에 시야검사에서 정상적으로 결손부위로 나타나 맹점이라고 부른다.

## 역사
1894년, 산티아고 라몬 이 카할은 척추동물의 망막(Retina der Wirbelthiere)이라는 책에서 망막 뉴런의 최초의 주요 특징에 대해 설명하였다.

## 같이 보기
- 영-헬름홀츠 색각설
- 보색잔상
- 바깥얼기층 (outer plexiform layer)